# اسپریت آو گوسپورت
اسپریت آو گوسپورت (به انگلیسی: Spirit of Gosport) یک کشتی است.